# Membrana bronchopericardiaca
Die Membrana bronchopericardiaca (Syn. Membrana von Hayek) ist eine frontal gestellte Bindegewebsplatte hinter dem Herzen. Sie verbindet das Herz über den Herzbeutel (Perikard) mit der Bifurkation der Hauptbronchien, sowie mit der oberen Zwerchfellfaszie. Die Membrana bronchopericardiaca sorgt für eine elastische Verankerung des Herzbeutels mit dem Zwerchfell und der Luftröhre.